# Papaverales
Papaverales es un taxón de dicotiledóneas ubicado en la categoría de orden, que en los sistemas de clasificación antiguos como el de Cronquist (Cronquist 1981, 1988) contenía a las familias Papaveraceae, Fumariaceae y Pteridophyllaceae.
En los sistemas de clasificación actuales como el APG (1998),
 su sucesor APG II (2003)
 y el más actualizado APW),
 estas 3 familias pasan a ser subfamilias de la familia Papaveraceae, siendo las subfamilias Papaveroideae, Fumarioideae y Pteridophylloideae. Papaveraceae pertenece al orden Ranunculales y el orden Papaverales ya no se usa.
Ver Taxonomía de Papaveraceae para más información. 